# Ballad opera

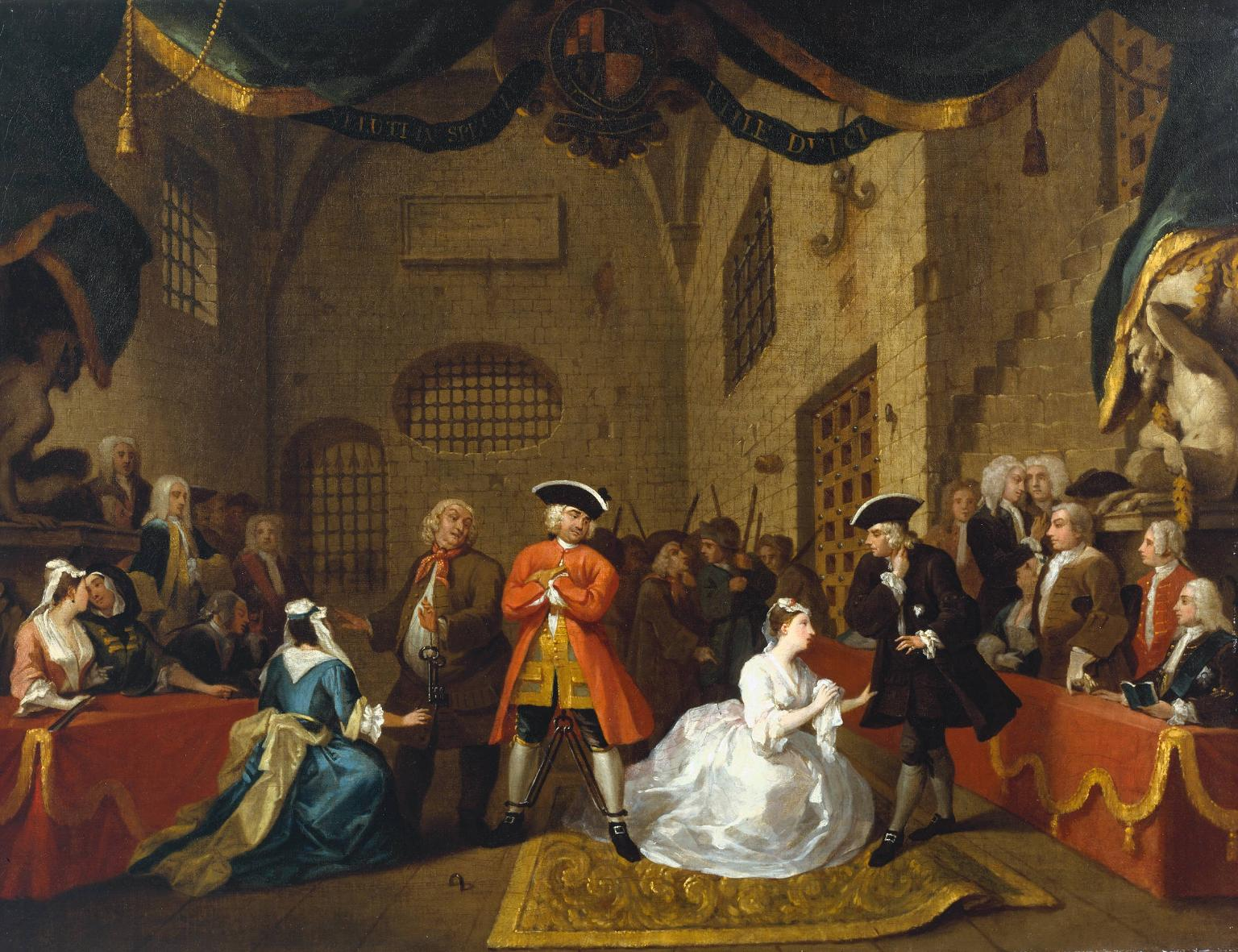
Dipinto basato su L'opera del mendicante, Atto III Scena II, William Hogarth, c. 1728

Il termine ballad opera viene usato per riferirsi ad un genere teatrale britannico originario del XVIII secolo, che continuò a svilupparsi nei secoli seguenti.
Vi sono molti tipi di ballad opera. In seguito vengono descritti i principali sottogeneri.

## Le primeballad opera
La ballad opera venne definita "una protesta settecentesca contro la conquista italiana della scena operistica londinese." Consiste in una genuina e spesso satirica parlata in lingua inglese, inframmezzata da canzoni che sono intenzionalmente molto brevi (per lo più una sola stanza breve e ritornello) per minimizzare le disgregazioni al flusso della storia che tratta di personaggi delle classi inferiori, spesso criminali e caratteristi, mostrando una inversione dei valori morali rispetto ai valori positivi dell'opera italiana del periodo.
La prima e più popolare ballad opera è considerata L'opera del mendicante (The Beggar's Opera) del 1728, su libretto di John Gay e musiche arrangiate da Johann Christoph Pepusch, entrambi probabilmente derivanti da teatri vaudeville di Parigi e riprodotti in lingua inglese. Essa era anche probabilmente influenzata dai lavori burleschi e musicali di Thomas D'Urfey (1653–1723) che aveva la reputazione di inserire nuovi testi in canzoni già esistenti; una popolare antologia di questi pezzi venne pubblicata nel 1700 e frequentemente riedita. Un certo numero di pezzi presenti in questa antologia vennero riciclati in L'opera del mendicante.
Gay produsse altri lavori in questo stile, compreso un sequel de L'opera del mendicante, dal titolo Polly. Henry Fielding, Colley Cibber, Arne, Dibdin, Arnold, Shield, Jackson of Exeter, Hook e molti altri produssero  ballad opera che ottennero grande popolarità. Dalla metà del secolo, comunque, il genere andò progressivamente in declino.
Anche se trattavano degli strati più bassi della società, i fruitori di questi spettacoli erano rappresentati dalla borghesia londinese. Come reazione all'opera seria (a quel tempo quasi sempre cantata in lingua italiana), la musica, per questi spettatori, era altrettanto satirica rispetto alle parole del testo. La trama in se stessa aveva dei riferimenti alla politica del tempo  — in L'opera del mendicante il personaggio Peachum era una satira di sir Robert Walpole. Questi elementi satirici rischiavano spesso di essere censurati come fu nel caso della seconda opera di Gay, Polly, seguito della  L'opera del mendicante.
Le melodie originali delle ballad opera erano quasi sempre preesistenti (quasi alla maniera di un moderno "jukebox"): comunque erano tratte da un'ampia varietà di fonti contemporanee, compresa la musica folk, arie popolari di compositori classici (come Purcell) e talvolta canzoncine per bambini o filastrocche. Una fonte significativa dalla quale provenivano queste musiche erano le arie popolari londinesi del XVIII secolo, ed il termine "ballad opera" proviene proprio da questo accostamento.
The Disappointment (1762) rappresenta un primo tentativo statunitense di approccio alla ballad opera.

## Legame con ilSingspiel
La ballad opera appare collegato anche al Singspiel, genere operistico di area tedesca.
Nel 1736 l'ambasciatore prussiano in Inghilterra commissionò un arrangiamento in lingua tedesca della popolare ballad opera, The Devil to Pay, di Charles Coffey. Questa venne rappresentata con successo ad Amburgo, Lipsia ed altre città della Germania negli anni 1740. Una nuova versione venne prodotta da C. F. Weisse e Johann Adam Hiller nel 1766. Il successo di questa versione fu il primo di molti altri per questi autori, che vennero chiamati (secondo quanto riporta il Grove Dictionary of Music and Musicians) "i padri del Singspiel". (La trama di The Devil to Pay venne anche adattata nel 1759 per l'opera francese di Gluck, Le diable à quatre).

## Leballad operapastorali
Un successivo sviluppo, anch'esso riferito alla ballad opera, fu una forma più "pastorale". Dal punto di vista del soggetto, queste ballad operas erano antitetiche a quelle più satiriche. Al posto del saccheggio di musica preesistente, come in L'opera del mendicante, le melodie di queste opere erano originali anche se qualche volta ricordavano o imitavano melodie folk. Love in a Village (1763) di Isaac Bickerstaffe e  Rosina (1781) di Shield sono esempi tipici. Stranamente, molte di queste opere venivano eseguite dopo la rappresentazione di opere italiane.
Più avanti nel secolo, commedie più ampie come  Il Duenna di Richard Brinsley Sheridan e gli innumerevoli lavori di Charles Dibdin si spostarono verso lo stile originale, ma rimaneva poco dell'impeto satirico della  ballad opera.

## XIX secolo
L'opera inglese de XIX secolo è pesantemente derivata dalla forma "pastorale" della ballad opera e anche in opere di professionisti "seri" come John Barnett possono essere trovate tracce di elementi satirici. Molto dello spirito satirico (benché in una forma molto raffinata) dell'originale ballad opera può essere trovato nel contributo che William Schwenck Gilbert dà alle Savoy Opera di Gilbert e Sullivan, e la forma più pastorale di ballad opera è imitata, o almeno emulata, in una delle prime opere di Gilbert e Sullivan, The Sorcerer.

## XX secolo
L'opera da tre soldi di Kurt Weill e Bertolt Brecht (1928) è un rifacimento de L'opera del mendicante, trattando una storia simile con personaggi molto affini, e contiene molti degli stessi frizzi satirici. Di converso, viene usata una sola melodia tratta dall'opera originaria, mentre tutte le altre sono composizioni originali, e questa è una fondamentale differenza con i dettami distintivi della ballad opera.
In maniera completamente differente, Hugh the Drover, un'opera in due atti di Ralph Vaughan Williams andata in scena nel 1924, ha dei riferimenti ai temi della "ballad opera" ma è chiaramente molto più vicina a Rosina di Shield che alla L'opera del mendicante.
Nel XX secolo i cantanti folk hanno realizzato opere musicali con canzoni folk o simil-folk chiamate  "ballad operas". Alan Lomax, Pete Seeger, Burl Ives, ed altri registrarono The Martins and the Coys nel 1944, e Peter Bellamy ed altri incisero The Transports nel 1977. La prima opera è, per certi versi, legata alla forma "pastorale" della ballad opera, e la seconda al satirico canovaccio della Beggar's Opera, ma entrambe sono espressione di una reinterpretazione del termine.
Ironicamente, è nel teatro musicale di Kander & Ebb — specialmente in Chicago e Cabaret —  che il tipo di satira contenuta in L'opera del mendicante e nelle opere immediatamente seguenti, viene meglio conservata, anche se, specialmente in Weill, la musica è composta espressamente, contrariamente a quanto accadeva nel XVIII secolo.